# Campylopodiella
Campylopodiella là một chi rêu trong họ Dicranaceae.